# 77th Street (métro de New York)
77th Street est une station omnibus souterraine du métro de New York située dans l'Upper East Side, dans le nord de Manhattan. Elle est située sur l'une des lignes (au sens de tronçons du réseau) les plus fréquentées, l'IRT Lexington Avenue Line (métros verts) issue du réseau de l'ancienne Interborough Rapid Transit Company (IRT). La station se compose de deux voies omnibus accessibles par des quais latéraux. Les voies express de la Lexington Avenue Line, utilisées par les métros 4 en journée et 5 pendant la journée passent en dessous de la station et ne sont pas visibles depuis les quais. Sur la base des chiffres 2012, la station était la 27e plus fréquentée du réseau.
Au total, trois services y circulent :
- les métros 6 y transitent 24/7 ;
- les métros 4 ne s'y arrêtent que la nuit ;
- la desserte <6> y passe en semaine durant les heures de pointe dans la direction la plus encombrée.